# 二溴二乙硫醚
二溴二乙硫醚（英語：Dibromodiethyl sulfide）是一种芥子毒气的类似物，其中两个氯原子被溴原子取代，带有强刺激，可由溴和硫二甘醇反应合成。